# Eric Gustaf af Klint
Eric Gustaf af Klint, född den 15 oktober 1801 i Karlskrona, död den 30 april 1846 i Mexikanska viken, var en svensk sjömilitär. Han var son till Gustaf af Klint.
af Klint var kadett vid Karlberg 1813 och utexaminerades 1817 som underlöjtnant vid örlogsflottan. Han var 1827-38 lärare vid flottans navigationsskola i Karlskrona, befordrades 1841 till kapten och kommenderades 1845 som chef på korvetten Carlskrona på dess expedition till Västindien. Under denna resa omkom af Klint, jämte flera av besättningen, då korvetten under en orkan utanför Kap Matanzas på Kuba kantrade och sjönk 1846. Han har dock sin gravsten vid Adelsö kyrka. Familjen af Klint ägde från 1803 gården Hanmora på Adelsö där de också hade sitt hem. 
af Klint arbetade mycket med upprättandet av sjökort, först under sin fars ledning och sedermera på egen hand, samt fortsatte efter faderns död (1840) dennes sjökarteverk. Han utgav även en Lärobok i navigationsvetenskapen med tillhörande nautiska och logarithmiska tabeller et cetera (1842; flera upplagor).